# 冠軍科技
冠軍科技集團有限公司，簡稱冠軍科技或冠軍科技集團（英語：Champion Technology Holdings Limited，港交所：0092），於1986年由簡文樂創立，曾經經營傳呼機業務，後來已開始式微，現時經營通信軟件、無線電信、遠程信息處理、電子商貿、保安、網上娛樂、電子博彩、運輸及物流基建、綠色科技、醫藥信息及與資源相關的項目。
在1992年在香港交易所主板上市，旗下上市公司包括看通集團、數碼香港等。總部位於香港柴灣寧富街3號看通中心3樓。值得一提，著名藝人陳百祥姻親，也持有冠軍科技集團股權。
2016年10月1日，簡文樂把手上佔冠軍科技已發行股本27.9%的股份出售，作價2億7000萬港元，此後不再是冠軍科技主要股東。
冠軍科技截至2017年6月30日止年度股東應佔虧損為41.8億多港元。
2017年10月26日，每20股合為1股。

## 外部連結
- 冠軍科技集團有限公司